# Финал Лиги конференций УЕФА 2023
Финал Лиги конференций УЕФА 2023 года (англ. 2023 UEFA Europa Conference League Final) — финальный матч второго в истории розыгрыша Лиги конференций УЕФА, ежегодного турнира для футбольных клубов, входящих в состав УЕФА. Матч прошёл 7 июня 2023 года на стадионе «Фортуна Арена» в Праге, Чехия.
«Вест Хэм Юнайтед» обыграл итальянскую «Фиорентину» со счётом 1:2 и получил право на участие в групповом этапе Лиги Европы УЕФА 2023/2024.

## Место проведения
Стадион «Фортуна Арена» ранее принимал Суперкубок УЕФА 2013 года, а также четыре матча чемпионата Европы по футболу среди молодёжных команд 2015, включая финал.

### Выбор места проведения
УЕФА объявил тендерный процесс для выбора места проведения финалов Лиги конференций УЕФА в 2022 и 2023 годах. Ассоциации, заинтересованные в проведении одного из финалов, должны были подать заявки до 20 февраля 2020 года.
| Страна             | Стадион                         | Город      | Вместимость | Заметки |
| ------------------ | ------------------------------- | ---------- | ----------- | --- |
| Албания            | Арена Комбетаре                 | Тирана     | 22 500      | Заявки на проведение матчей Суперкубка УЕФА 2019 и 2020 годов; выбран в качестве места проведения финала 2022 года |
| Франция            | Жоффруа Гишар                   | Сент-Этьен | 41 965      | Принимал матчи Евро 1984 и 2016, ЧМ-1998 и Кубка конфедераций 2003                                                 |
| Греция             | Панкритио                       | Ираклион   | 26 240      | Принимал матчи олимпийского футбольного турнира 2004 года                                                          |
| Северная Македония | Национальная арена Тоше Проески | Скопье     | 33 460      | Принимал матч Суперкубка УЕФА 2017                                                                                 |

Первоначально планировалось, что решение будет принято Исполнительным комитетом УЕФА на заседании 3 декабря 2020 года. Однако позже УЕФА решил возобновить процесс подачи заявок после выбора места проведения финала 2022 года. У ассоциаций-членов УЕФА было время до 30 сентября 2021 года, чтобы подтвердить своё намерение подать заявку, а сами заявки должны быть поданы до 23 февраля 2022 года. Шесть ассоциаций выразили заинтересованность в проведении финала.
| Страна            | Стадион       | Город          | Вместимость | Заметки                                                         |
| ----------------- | ------------- | -------------- | ----------- | --------------------------------------------------------------- |
| Чехия             | Фортуна Арена | Прага          | 20 800      | Принимал матч Суперкубка УЕФА 2013 и матчи Евро до 21 года 2015 |
| Греция            | OPAP Arena    | Неа-Филаделфия | 32 000      | В стадии строительства                                          |
| Северная Ирландия | Уиндзор Парк  | Белфаст        | 18 614      | Принимал матч Суперкубка УЕФА 2021                              |
| Словакия          | Тегельне Поле | Братислава     | 22 500      |                                                                 |

Исполнительный комитет УЕФА назначил стадион «Фортуна Арена» в качестве места проведения финала Лиги конференций 2023 во время своего заседания в Вене, Австрия, 10 мая 2022 года.

## Отчёт о матче
| Фиорентина      | 1:2     | Вест Хэм Юнайтед                  |
| --------------- | ------- | --------------------------------- |
| Бонавентура 67′ | (отчёт) | - Бенрахма 62′ (пен.) - Боуэн 90′ |

| Регламент матча: - 90 минут основного времени. - 30 минут дополнительного времени при необходимости. - Послематчевые пенальти в случае ничейного исхода после дополнительного времени. - Двенадцать заявленных запасных игроков. - Максимум пять замен, шестая допускается только в дополнительное время. |